# Западноафриканский хирург
Западноафриканский хирург, или монровийский хирург (лат. Acanthurus monroviae), — вид морских лучепёрых рыб семейства хирурговых.

## Описание
Тело высокое, сжато с боков, его высота укладывается 2 раза в стандартную длину тела. По бокам хвостового стебля расположены по одному ланцетовидному шипу, которые могут убираться в горизонтальную канавку. Рот не выдвижной, маленький, расположен низко на голове. Зубы сидят близко друг к другу, лопатообразные с зазубренными краями, у взрослых особей на верхней челюсти 18 зубов, а на нижней — 19.
Спинной плавник непрерывный, без выемки, с 9 колючими и 25—27 мягкими лучами. В анальном плавнике 3 колючих и 24—26 мягких лучей. Грудные плавники с 17 мягкими лучами. Хвостовой плавник сильно раздвоенный.

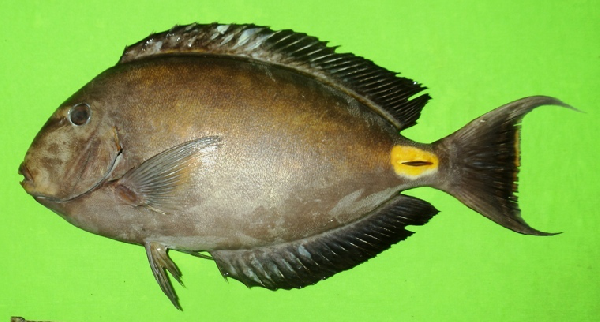

Окраска взрослых особей варьируется от светло желтовато-коричневого до тёмно-серовато-коричневого цвета. Вдоль боков тела проходят продольные волнистые голубые и светло-жёлтые полосы, наиболее ярко выраженные на верхней стороне тела. На хвостовом стебле вокруг оранжевого шипа овальная область ярко-жёлтого цвета.
Максимальная длина тела 45 см, обычно до 38 см.

## Биология
Морские прибрежные рыбы. Обитают на глубине от 5 до 200 м.
Преимущественно растительноядные рыбы, но иногда в желудках встречаются мелкие донные беспозвоночные.

## Ареал
Распространены в восточной части Атлантического океана от юга Марокко до Анголы, включая Канарские острова, Кабо-Верде, Сан-Томе и Принсипи. Недавно обнаружены в Средиземном море и у юго-восточного побережья Бразилии.
Один экземпляр был пойман в 2018 году в районе Балаклавы (Чёрное море, Крым).